# San Severo
San Severo és un municipi italià, situat a la regió de la Pulla i a la Província de Foggia. L'any 2022 tenia 49.843 habitants.
Limita amb els municipis d'Apricena, Foggia, Lucera, Rignano Garganico, San Marco in Lamis, San Paolo di Civitate i Torremaggiore

## Personatges il·lustres
- Mario Fasino, president de Sicília[3]